# Trouy
Trouy és un municipi francès, situat al departament de Cher i a la regió de Centre – Vall del Loira. L'any 2007 tenia 3.826 habitants.

## Demografia

### Població
El 2007 la població de fet de Trouy era de 3.826 persones. Hi havia 1.426 famílies, de les quals 222 eren unipersonals (74 homes vivint sols i 148 dones vivint soles), 537 parelles sense fills, 598 parelles amb fills i 69 famílies monoparentals amb fills.
La població ha evolucionat segons el següent gràfic:
Habitants censats

### Habitatges
El 2007 hi havia 1.515 habitatges, 1.459 eren l'habitatge principal de la família, 14 eren segones residències i 41 estaven desocupats. 1.489 eren cases i 26 eren apartaments. Dels 1.459 habitatges principals, 1.301 estaven ocupats pels seus propietaris, 144 estaven llogats i ocupats pels llogaters i 13 estaven cedits a títol gratuït; 5 tenien una cambra, 20 en tenien dues, 109 en tenien tres, 519 en tenien quatre i 806 en tenien cinc o més. 1.265 habitatges disposaven pel capbaix d'una plaça de pàrquing. A 524 habitatges hi havia un automòbil i a 866 n'hi havia dos o més.

### Piràmide de població
La piràmide de població per edats i sexe el 2009 era:
| Homes | Edats   | Dones |
| ----- | ------- | ----- |
| 4     | 95 o +  | 0     |
| 0     | 90 a 94 | 4     |
| 8     | 85 a 89 | 12    |
| 4     | 80 a 84 | 4     |
| 64    | 75 a 79 | 48    |
| 24    | 70 a 74 | 44    |
| 56    | 65 a 69 | 48    |
| 80    | 60 a 64 | 104   |
| 120   | 55 a 59 | 100   |
| 156   | 50 a 54 | 148   |
| 128   | 45 a 49 | 112   |
| 96    | 40 a 44 | 128   |
| 108   | 35 a 39 | 124   |
| 140   | 30 a 34 | 156   |
| 64    | 25 a 29 | 40    |
| 44    | 20 a 24 | 44    |
| 56    | 15 a 19 | 136   |
| 112   | 10 a 14 | 116   |
| 116   | 5 a 9   | 112   |
| 44    | 0 a 4   | 80    |

## Economia
El 2007 la població en edat de treballar era de 2.579 persones, 1.885 eren actives i 694 eren inactives. De les 1.885 persones actives 1.780 estaven ocupades (922 homes i 858 dones) i 105 estaven aturades (38 homes i 67 dones). De les 694 persones inactives 313 estaven jubilades, 237 estaven estudiant i 144 estaven classificades com a «altres inactius».

### Ingressos
El 2009 a Trouy hi havia 1.467 unitats fiscals que integraven 3.909 persones, la mediana anual d'ingressos fiscals per persona era de 20.542 €.

### Activitats econòmiques
Dels 93 establiments que hi havia el 2007, 3 eren d'empreses alimentàries, 2 d'empreses de fabricació d'elements pel transport, 4 d'empreses de fabricació d'altres productes industrials, 24 d'empreses de construcció, 23 d'empreses de comerç i reparació d'automòbils, 4 d'empreses de transport, 3 d'empreses d'hostatgeria i restauració, 1 d'una empresa financera, 8 d'empreses immobiliàries, 9 d'empreses de serveis, 7 d'entitats de l'administració pública i 5 d'empreses classificades com a «altres activitats de serveis».
Dels 33 establiments de servei als particulars que hi havia el 2009, 1 era una oficina de correu, 1 funerària, 8 tallers de reparació d'automòbils i de material agrícola, 3 paletes, 5 guixaires pintors, 2 fusteries, 5 lampisteries, 1 electricista, 2 perruqueries, 2 restaurants, 2 agències immobiliàries i 1 saló de bellesa.
Dels 4 establiments comercials que hi havia el 2009, 1 era una gran superfície de material de bricolatge, 1 una botiga de menys de 120 m², 1 una fleca i 1 una sabateria.
L'any 2000 a Trouy hi havia 10 explotacions agrícoles que ocupaven un total de 1.288 hectàrees.

## Equipaments sanitaris i escolars
L'únic equipament sanitari que hi havia el 2009 era una farmàcia.
El 2009 hi havia 2 escoles maternals i 2 escoles elementals.

## Poblacions més properes
El següent diagrama mostra les poblacions més properes.